# Jean Carle
Jean Charles François Carle (Chambéry, 29 de junho de 1910 – Neuilly-sur-Seine, 8 de março de 2000) foi um médico e alpinista francês, participante da primeira expedição francesa ao Caracórum, nos Himalaias, que foi realizada em 1936 e chefiada por Henry de Ségogne.
Excelente esquiador foi fundador do Ski-club alpin parisien e foi vice-presidente da Federação francesa de esqui.

## Alpinismo
Jean Carle integrou a primeira expedição francesa ao Caracórum nos Himalaias em 1936., liderada por Henry de Ségogne, na qual também participaram Pierre Allain (considerado o melhor escalador da sua geração),  Marcel Ichac, o fundador do cinema de montanha, Jean Leininger, Jean Deudon, Jean Charignon, Jean Arlaud e Jacques Azémar.